# 克雷姆斯河畔瓦特贝格
克雷姆斯河畔瓦特贝格是奥地利上奥地利州克雷姆斯河畔基希多夫县的一个市镇。总面积31.6平方公里，总人口2934人，人口密度92.8人/平方公里（2005年）。